# عصفور الببغاء
العصفور الببغاء أو العطرود (الاسم العلمي: Erythrura)، هي طيور جاثمة صغيرة ملونة تنتمي إلى جنس مروس (Erythrura) وفصيلة شمعية المنقار. توجد من جنوب شرق آسيا إلى غينيا الجديدة والعديد من جزر المحيط الهادئ. تقطن الغابات وغابات الخيزران والأراضي العشبية ويمكن العثور على بعضها في موائل من صنع الإنسان مثل الأراضي الزراعية والمتنزهات والحدائق. عادة ما يتم الاحتفاظ بالعديد من أنواعه في الأقفاص.